# Блюз
Блюз (англ. blues от blue devils «уныние, хандра») — вид афроамериканской светской музыки. Возник во второй половине XIX века в афроамериканском сообществе Юго-востока США, в среде выходцев с плантаций «Хлопкового пояса». С тех пор в литературных произведениях фразу англ. «Blue Devils» (английская идиома, соответствующая русской идиоме «тоска зелёная») часто используют для описания подавленного настроения.
Блюз сложился из таких её проявлений, как рабочая песня (англ. work song), холлер (англ. Field holler; ритмичные выкрики, сопровождавшие работу в поле), выкрики в ритуалах африканских религиозных культов — ринг-шаут (англ. ring shout), спиричуэлс (христианские песнопения), шант и баллады (короткие стихотворные истории).
Во многом повлиял на современную популярную музыку, в особенности таких жанров как «поп», «джаз», «рок-н-ролл», «соул».
Преобладающая форма блюза — 12-тактовая блюзовая сетка, где первые 4 такта зачастую играются на тонической гармонии, по 2 — на субдоминанте и тонике и по 2 — на доминанте и тонике. Метрическая основа в блюзе — 4/4. Нередко используется ритм восьмых триолей с паузой — так называемый шаффл (метр — 12/8).
Характерной особенностью блюза является использование блюзового лада, включающего в себя пониженные III, V и VII ступени в звукоряде натурального мажора (так называемые «блюзовые ноты»). Часто музыка строится по структуре «отклик — ответ», выраженная как в лирическом наполнении композиции, так и в музыкальном, зачастую построенном на диалоге инструментов между собой. Блюз является импровизационной формой музыкального жанра, где в композициях зачастую используют только основной опорный «каркас», который обыгрывают солирующие инструменты. Исконная блюзовая тематика строится на чувственной социальной составляющей жизни афроамериканского населения, его трудностях и препятствиях, возникающих на пути каждого темнокожего человека.

## Истоки
Истоки блюза как музыки начались со времени возникновения рабовладельчества на Американском континенте в XVI веке и завоза рабочей силы из Африки. До 1860-х годов большая часть рабов-афроамериканцев все еще трудилась на плантациях южных штатов США и, как обслуживающий персонал, выполняла всю самую грязную и непритязательную работу. Вся сложность жизненных отношений афроамериканца отражалась, в том числе, и в творчестве в таких этнических жанрах, как холлер, рабочая песня и спиричуэлс, берущие, в свою очередь корни из этнической африканской музыки, преимущественно ударных битов и народно-религиозной вокальной составляющей. Большим толчком к возникновению жанра послужила отмена в 1863 году рабства в США. Всё это является истоками того, что мы сейчас называем блюзом. Несомненно, блюз нужно считать квинтэссенцией африканской народной культуры, связаной с прогрессом западной культуры и социализации в ней чёрного человека. Родиной блюза считается дельта реки Миссисипи.

Многие из тех, кто пел трудовые песни, жили в лагерях лесорубов или в палаточных городках строителей железных дорог, где в свободное время заняться было нечем. И естественно, что по вечерам люди пели. Я уже говорил, что многие негритянские песни могли исполняться в самых разных условиях; одни и те же песни звучали на хлопковых плантациях и в церквях, в военных лагерях и на судоверфях. В свободные часы негру в первую очередь вспоминались трудовые песни, и он их пел. И где-то каким-то образом из них родился блюз — новый, более совершенный вид музыки, призванный рассказать о чувствах и чаяниях трудящихся — мужчин или женщин. Трудно сказать, когда это произошло…
— Д. Л. Коллиер «Становление джаза»

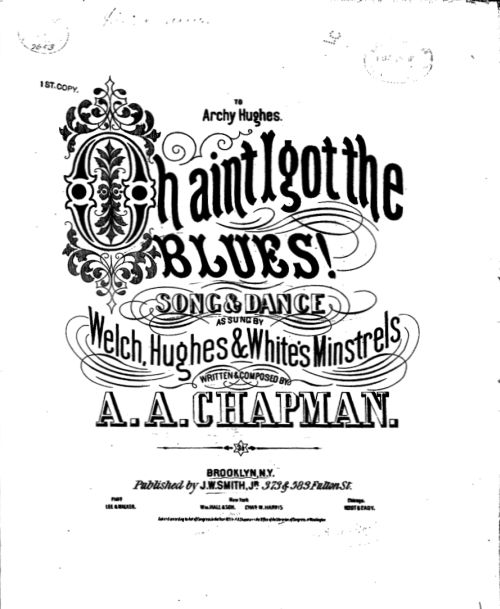
Обложка нот 1871 года

Большинство исполнителей блюза до старости продолжали работать на разного рода низкооплачиваемых работах (на плантациях, строительстве речных дамб и дорог), как и практически всё чёрное население США в первой половине XX века. Они бродяжничали по стране, перебиваясь случайными заработками, сохраняя при этом личную независимость, готовые в любой момент продолжить свои скитания. Иногда удавалось устроиться играть на вечеринках и в джук-джойнтах, где музыканту редко платили деньгами, а чаще — едой и выпивкой. Таков был характерный стиль жизни исполнителя блюза: тяжёлый физический труд и скудный заработок. Но гитара была рядом всегда, и можно было часто услышать блюз в любом месте: на углу улицы, в вагоне товарного поезда.
Сам же термин появляется лишь в марте 1912 года, когда был опубликован блюз «Dallas Blues», написанный Хартом Уэндом. Он стал первой в истории полностью блюзовой композицией, обнародованной в печати. «Oh, You Beautiful Doll» — работа композиторов Тин-Пэн-Элли — была опубликована годом ранее, но только её первый куплет был в формате 12-тактового блюза. В 1912 году вышли ещё две песни, имевшие в своём названии слово «блюз»: «Baby Seals Blues» (август 1912; водевильный номер, написанный Артуром Силзом) и «The Memphis Blues» (сентябрь 1912; написан Уильямом Хэнди). Однако ни одна из них не была настоящим блюзом. Точная дата сочинения песни неизвестна, но есть свидетельства, указывающие на то, что «Dallas Blues» была написана не позднее 1909 года.
Традиционный блюз также называется архаическим и иногда захолустным (англ. Downhome), исполняется без аккомпанемента и является непосредственным наследником народного творчества афроамериканского населения. Этот стиль блюзов продолжает существовать в сельских местностях США и в настоящее время. Наиболее известными его исполнителями признаны Блайнд Лемон Джефферсон и Хадди «Ледбелли» Ледбеттер.

## Классический блюз
«Единственное, что мы можем утверждать, — это то, что блюз как особый музыкальный жанр, видимо, сложился на основе некоторых форм негритянского трудового фольклора (и прежде всего уорк-сонга) в 80—90-х годах позапрошлого века и что процесс этот завершился к 1910 году […] Можно предположить, что [кантри-блюз] относится к более ранней стадии эволюции этого жанра и является промежуточной формой между уорк-сонгом и классическим блюзом, окончательно сформировавшимся около 1920 года»Д. Л. Коллиер «Становление джаза»

.

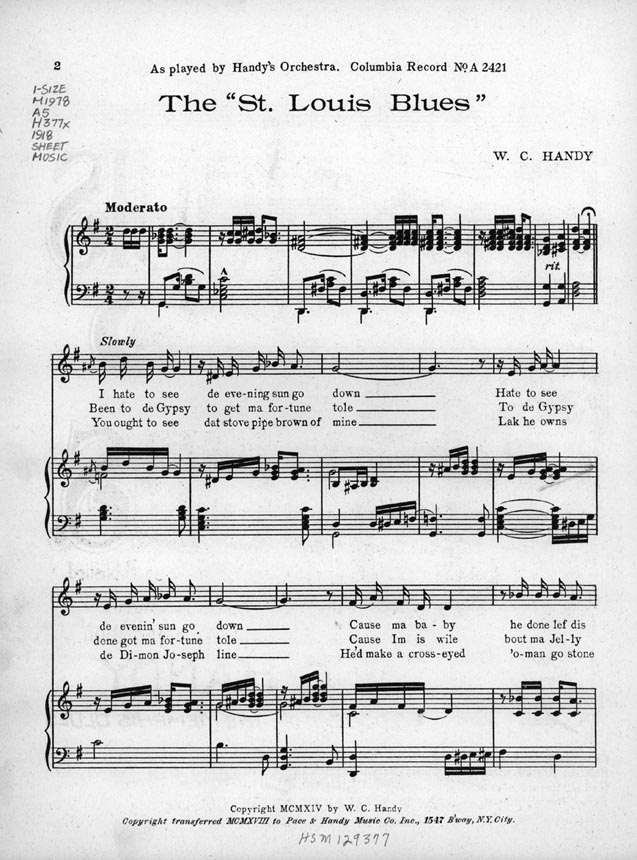
Нотная запись «St. Louis Blues» (1914 год)

Формирование классического блюза завершилось где-то в 20-х годах XX века с появлением ансамблей, исполнявших блюзы. В нём утвердились характерные особенности, унаследованные от музыки афроамериканцев, и чётко определилась 12-тактовая форма и гармоническое сопровождение. В этот период блюз постепенно выходит из африканских гетто и переходит в форму шоу-бизнеса. Примечательно, что в этот период было повсеместное увлечение исполнительской манерой темнокожих вокалисток, поющих блюз. В 1920 году Мэми Смит записала на грампластинку свой «Crazy Blues» и, ко всеобщему удивлению, пластинка имела небывалый коммерческий успех. Фирмы грамзаписи, почуяв прибыль, набросились на новую музыку. Именно к 1921 году формируется тенденция и начинается её реализация в последующие 12 лет. Начался блюзовый бум.

«Представители фирм грамзаписи рыскали по Югу, без разбору подписывая контракты с негритянскими певицами, многие из которых работали в водевильных группах и не имели к блюзу никакого отношения. К 1921 г. были записаны по меньшей мере пять-шесть негритянских певиц; в 1923 г. их уже были десятки. Всю страну охватило блюзовое безумие, и американцы в очередной раз открыли для себя негритянскую музыку… В погоне за модой фирмы грамзаписи приглашали в студию практически всех негритянок, которые хоть сколько-нибудь умели петь, и объявляли их исполнительницами блюзов».Д. Л. Коллиер «Становление джаза»

В этот период, среди всего наплыва «модных» блюзовых исполнительниц принято выделять прежде всего Ма Рэйни (Ма Rainey), которая закончила выступать в 1935 году; Бэсси Смит (Bessie Smith), считавшаяся критиками вехой в эпохе блюза. Независимо от моды на исполнителей и музыку, публика всегда очень любила Рэйни, но к 30-м годам произошёл упадок её популярности. В последний раз она записывалась в 1933 году, но, по свидетельству Д. Л. Коллиера, «это была уже скорее дань прошлому». Упадок женского классического блюза приходится на 30-е годы.
Большей популярностью пользовался Джимми Рашинг, который был ведущим вокалистом оркестра Каунта Бейси (Count Basie) с 1935 по 1948 год. Легендарной фигурой традиционного блюза был и остаётся Роберт Джонсон (Robert Johnson), гитарист и певец, погибший в 27-летнем возрасте, но успевший в конце 1920-х — начале 1930-х годов записать около тридцати песен, и в их числе «Cross Road Blues», практически обязательный номер в программе блюзменов последующих поколений. В некоторых песнях: «Walkin’ Blues» («Гуляющий Блюз»), «Cross Road Blues» («Блюз Перекрёстка»), «If I Had Possession Over Judgement Day» («Владей я чем-то во время Судного дня») — Джонсон звучит как настоящий рок-н-ролльный бэнд, так же полновесно, как первые группы Элвиса Пресли или Боба Дилана, и мощнее их. «Однако взгляд на него как на первого рок-н-роллера только ещё начинает формироваться», — так характеризует Р. Джонсона американский музыковед Грей Маркус. Творчество Р. Джонсона сильно повлияло на формирование исполнительской манеры таких грандов рока, как Мик Джаггер и особенно Эрик Клэптон, использовавших темы блюзов Джонсона в своём репертуаре.
Среди других известных исполнителей этого времени можно назвать Чарли Паттона (Charley Patton), Джона Слипи Истиза (John Sleepy Estes), Биг Билла Брунзи (Big Bill Broonzy). Часто блюзмены брали выразительные прозвища, как например, уже упоминавшиеся имена: «Слепой Лимон» Джефферсон, «Соня» Истиз, «Большой Билл» Брунзи и т. п.

## Ритм-н-блюз
Ритм-н-блюз получил широкое распространение во времена Второй мировой войны. Двумя ведущими исполнителями этого периода были Джо Тёрнер (Joe Turner) и Джимми Рашинг (Jimmy Rushing). Джо Тёрнер был знаменит своими быстрыми блюзами, которые он не столько пел, а как бы кричал на фоне энергичного фортепианного аккомпанемента в стиле «буги-вуги». По сути он является коммерческим блюзом, произошедшим во времена его урбанизации и впитавшим в себя нотки жизни города. Трансформировался не только характер, но и состав ансамблей. Электрификация и применение новой техники в середине 1940-х годов привело к активному внедрению в качестве музыкальных инструментов электрогитар, электроорганов, а несколько позднее и бас-гитар. Ударные инструменты и голос певца стали усиливаться с помощью микрофона. Тем самым оркестр из четырёх человек обрёл возможность играть громче и мощнее, чем традиционный биг-бэнд из восемнадцати исполнителей. Электрифицированные ансамбли нового направления, получившего название ритм-энд-блюз, начали вытеснять из дансингов, клубов и прочих мест развлечения большие джазовые и танцевальные оркестры, которые оказались экономически невыгодными и теряли поклонников. Кроме того, ритм-энд-блюз прекрасно прижился в маленьких забегаловках, кафе и барах. Термином «ритм-энд-блюз» музыкальные специалисты заменяют ранее применяемый в отношении развлекательной музыки «чёрных» термин «Race Music» (расовая музыка).

«К середине 40-х годов [XX века] такие исполнители как Чак Берри, Мадди Уотерс, Би Би Кинг и Бо Диддли, оказывавшие сильнейшее влияние на создателей современного рока, уводят блюзы ещё дальше от старого стиля. Они использовали джазовые ритмы, часто удвоенные по размеру с элементами стиля буги-вуги». В результате старая традиция практически была вытеснена с массовой сцены. Лишь горстка молодых людей старалась имитировать музыку в традиции кантри-блюза, которую в то время продолжал записывать на пластинки разве что только Джон Ли Хукер. «Но культурная среда, — пишет Д. Л. Коллиер, — породившая блюз, исчезла. Плантации, трудовые лагеря и бараки каторжан уходили в прошлое. Американский негр уже не чувствовал себя совершенно оторванным от основного течения американской культуры. Сосуд, в котором в течение многих поколений хранились африканские традиции, был разбит вдребезги»Д. Л. Коллиер «Становление Джаза»

## Блюз в Великобритании
В 1960-х годах в Великобритании под влиянием американских блюзовых и рок-н-ролльных записей возникла череда местных исполнителей блюза, которые во время британского вторжения попали в американские чарты и получили мировую известность, в их числе The Rolling Stones, The Yardbirds (позже Эрик Клэптон, Cream, Led Zeppelin). Джими Хендрикс также начал свою карьеру в Великобритании. Музыка этих исполнителей повлияла на современную рок-музыку, в частности, музыку, на которую они оказали непосредственное влияние, называют блюз-рок.

## Блюз в СССР
По словам Алексея Калачёва, в развитии российского (советского) блюза было 3 этапа. На первом этапе российские слушатели знакомились с блюзом через западный рок, то есть посредством «белых» групп, игравших блюз-рок (Led Zeppelin, Элвин Ли, Джонни Винтер и другие). Именно такая музыка стала называться блюзом. Лучшим советским блюзменом той поры был Алексей Белов, создавший в 1969 году группу Удачное приобретение. Музыка этой группы была наиболее близка к американскому блюзу. Таким образом появление блюза в СССР относится к концу 1960-х — началу 1970-х годов.
Блюзом также увлекался и лидер группы Песняры В. Мулявин. В 1972 году коллективу из Минска был вручен приз Гран-при фестиваля в городе Сопот (Польша).
Вторая волна относится к 1980-м годам, когда появилось больше как исполнителей, так и слушателей блюза, у которых было больше возможностей познакомиться с первоисточниками и уже сформировался критический взгляд на предшественников. Привлечению интереса к блюзу способствовал концерт Би Би Кинга в Москве в конце 1980-х годов. Ярчайшими исполнителями этого периода были в СССР группа «Лига Блюза» и вокалист Сергей Воронов.
Третий этап связан с появлением «среды обитания» этого вида шоу-бизнеса — клубы. По мнению Калачёва, блюз и есть клубная музыка, не рассчитанная на стадионное потребление. Падение железного занавеса в конце 1980-х — начале 1990-х годов значительно расширило ассортимент блюзовых альбомов в свободной продаже.

## Влияние
Под влиянием блюза возникло так называемое «блюзовое» направление в поэзии (Л. Хьюз, Дж. Керуак), литературе (Дж. Болдуин, С. Фицджеральд), театре (Ю. О’Нил, Т. Уильямс) и других видах искусства.
Подобно джазу, рок-н-роллу, хэви-металу, хип-хопу, регги, кантри и поп-музыке, блюз в начале его пути был обвинён в том, что он является «музыкой дьявола», и в подстрекательстве к насилию и прочему девиантному поведению. В начале XX века слушать блюз считалось постыдным, тем более что белая аудитория начала слушать блюз лишь в течение 1920-х годов.

## Терминология

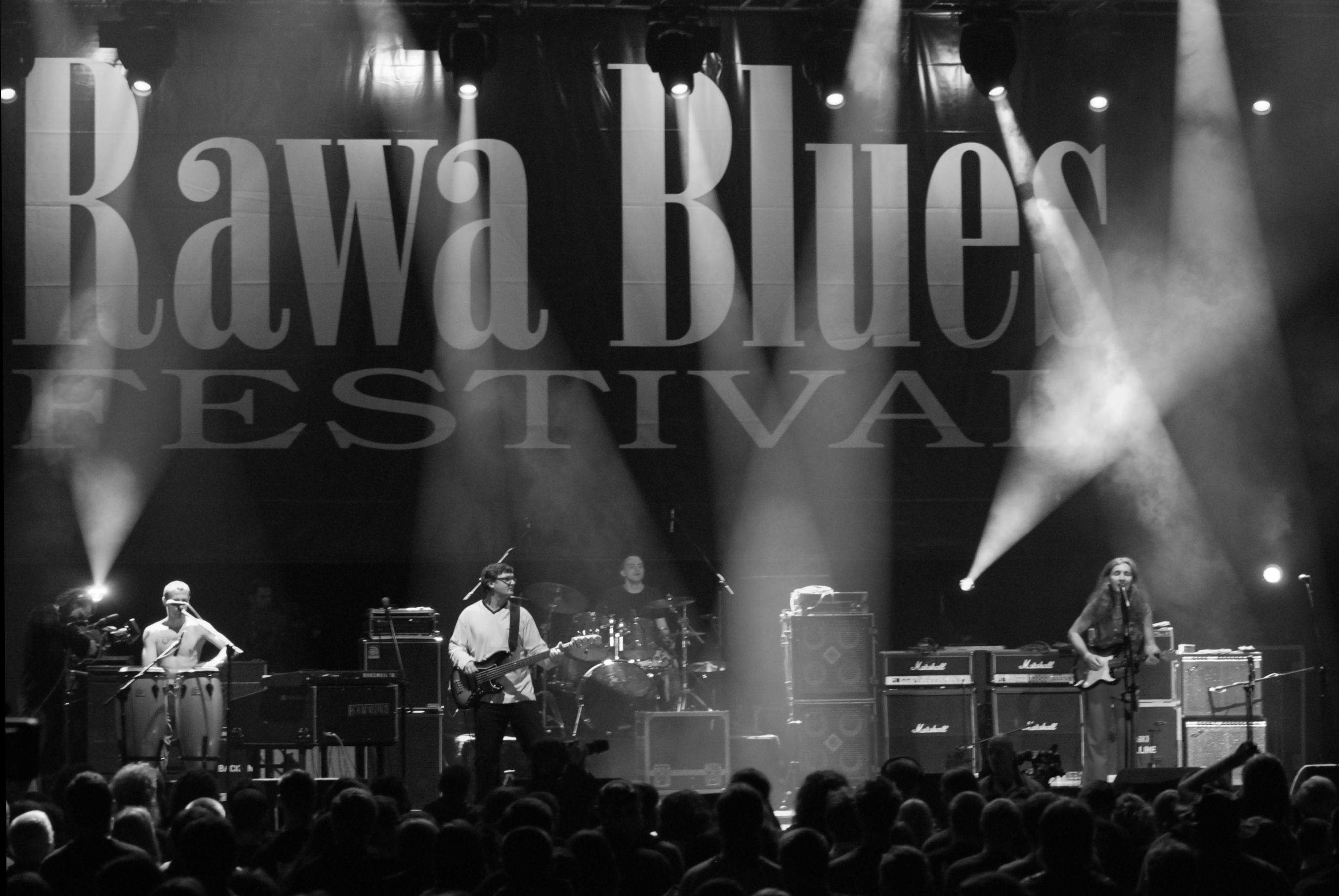
Музыканты на блюзовом фестивале

### Блюзовые понятия
- Блюзовые ноты (англ. blue notes) — пониженные III, V и VII ступени в звукоряде натурального мажора[15].
- Блюзовое звучание (англ. blue sound) — характерная для жанра блюзовая гармония, где первые 4 такта зачастую играются на тонической гармонии, по 2 — на субдоминанте и тонике и по 2 — на доминанте и тонике.
- Блюзовое чувство (англ. blue feeling) — характерное эмоционально-психологическое состояние музыканта или слушателя, возникающее при исполнении или восприятии блюза.
- Блюзовый звукоряд (англ. blue scale) — определённые составляющие ноты, выраженные в т. н. блюзовой мажорной или минорной гамме.
- Блюзовый удар (англ. blue blowing) — способ игры на духовых инструментах, при котором высота тона непостоянна, лабильна, а тембр имеет специфически «блюзовую» окраску.

### Разновидности
Различают следующие разновидности:
1. по принадлежности к устной традиции или композиторскому творчеству — так называемые «первичные» и «вторичные» блюзы;
2. по содержанию — драматический и лирический блюз;
3. по манере исполнения — шаут-блюз (основанный на декламационной, «криковой» манере) и мелодический блюз (отличающийся большей напевностью, кантиленностью);
4. по средствам исполнения — вокальный, вокально-инструментальный, инструментальный; комбо-блюз (исполняемый малыми ансамблями) и биг-бэнд-блюз (исполняемый большими джазовыми оркестрами);
5. по степени аутентичности — аутентичный блюз и псевдо- или квазиблюз с их разновидностями (тин-пэн-элли-блюз, бродвейский блюз, свит-блюз; сюда относятся также произведения «в духе блюза», созданные некоторыми академическими композиторами, например, Равелем, Мийо, Гершвином[каким?], Коплендом, Онеггером, Мартину, Шульхоффом и др.); известным произведением Джорджа Гершвина в блюзовом стиле являются «Три прелюдии для фортепиано»;
6. по историческим типам — архаический, или сельский блюз (приблизительно 1850—1890), классический, или городской блюз (приблизительно 1900—1935), современный, или постклассический блюз (другие его названия — эклектический блюз, софистикэйтед-блюз, модерн-блюз, блюз в стиле свинг (blues in swing; приблизительно с 1930). К числу жанровых и стилевых модификаций блюза в джазе относятся, в частности, джиг-пиано-блюз, баррел-хаус-блюз, буги-вуги; ритм-энд-блюз, фанки, соул, джаз-рок.

## Премия блюза
Премия Blues Music Awards, ранее известная как W.C. Handy Awards (или «The Handys») — награда, вручаемая Blues Foundation (Фондом Блюза), некоммерческой организацией США, созданной для развития блюзового наследия.
Первоначально премия носила имя «отца блюза» У. К. Хэнди и определялась как «высшая награда, присуждаемая музыкантам и авторам песен в области блюзовой музыки».
Первое награждение состоялось в 1980 году.
В 2006 году премия переименована в Blues Music Awards, чтобы повысить общественное признание значимости наград. Премия имеет 25 номинаций.
Blues Music Awards ежегодно вручается в Мемфисе, штат Теннесси, США, где расположен Фонд Блюза.

## King Biscuit Time
King Biscuit Time — ежедневная радиопередача, которая транслируется каждый будний день на канале радиостанции KFFA в Хелене, штат Арканзас, США. Радиопередача приобрела широкую известность за популяризацию блюзовой музыки.
В 1940-е годы KFFA была единственной радиостанцией, которая транслировала музыку афроамериканцев и охватывала аудиторию по всему региону дельты Миссисипи.
Первая трансляция King Biscuit Time состоялась 21 ноября 1941 и в ней приняли участие блюзовые исполнители, которые играли вживую в студии.
30-минутная прямая радиопрограмма транслируется в 12:15 с началом обеденного перерыва каждый будний день и названа в честь местной марки муки King Biscuit Flour.
На протяжении многих лет с программой ассоциировались самые громкие блюзовые имена; известные блюзовые исполнители в настоящее время продолжают выступать вживую в эфире KFFA в радиопередаче King Biscuit Time.